# Estación de Porte de Clichy
La estación de Porte de Clichy (en francés: Gare de la Porte de Clichy) es una estación de la de la línea C de RER situada en el 17º distrito de París junto a la puerta del mismo nombre. Ofrece conexión con la línea 13 del metro de París.

## Historia
La estación de RER se construyó en el marco del proyecto Operación VMI (Línea Vallée de Montmorency - Invalides) de la Línea RER C que se puso en servicio en 1988 reutilizando varias líneas existentes para integrar un servicio norte-oeste de la aglomeración parisina. Sólo una sección de túnel de nueva construcción fue necesario para unir la línea de Petite Ceinture con la Línea de Grésillons.
Porte de Clichy es junto con la estación de Saint-Ouen la única estación nueva construida dentro de esta operación. De hecho fue abierta tres años más tarde que el resto de la línea y no es la misma que la antigua estación de Avenue de Clichy de la Línea Petite Ceinture.
Mientras que la línea fue construida en túnel, la estación está construida a cielo abierto con tres niveles, el primero es una terraza que se asoma sobre el segundo nivel, donde se ubican las taquillas y en el tercero se encuentran vías y andenes.
El conjunto fue cubierto después por un edificio con viviendas que hace que la entrada a la estación se asemeje a un portal.